# Tramea transmarina
Espèce
Répartition géographique
Statut de conservation UICN

 LC  : Préoccupation mineure
Tramea transmarina, connue sous le nom de libellule planeuse rouge, est une espèce d'odonates anisoptères de la famille des Libellulidae, dont le spécimen type est aux Fidji, mais il existe de nombreuses sous-espèces. Elle est courante dans les régions tropicales indo-malaises et d'Océanie. Elle se rencontre souvent près des côtes ou sur des îles : l'espèce est migratrice et tolérante au sel. Les sous-espèces d'Asie tropicale vivent dans des lacs bien végétalisés, des étangs et des fossés depuis le niveau de la mer jusqu'à 2 000 m d'altitude. Cette libellule est très répandue en Asie du Sud-Est, dont le Brunei, le Cambodge, la Chine insulaire, l'Indonésie, le Japon, le Laos, la Malaisie, la Papouasie-Nouvelle-Guinée, les Philippines, Taïwan, la Thaïlande, le Vietnam. Elle est présente en Australie et dans de nombreuses îles du Pacifique : États fédérés de Micronésie, Fidji, Guam, Îles Cook, Îles Mariannes du Nord, Îles Marshall, Palaos, Pitcairn, Polynésie française, Nouvelle-Calédonie, Nouvelle-Zélande, Samoa, Tonga et Vanuatu.

## Synonymie
- Tramea samoensis (Brauer, 1867)
- Tramea propinqua (Lieftinck, 1942)
- Tramea transmarina intersecta (Lieftinck, 1975)
- Trapezostigma euryale (Selys, 1878)
- Trapezostigma loewii (Kaup, 1866)
- Trapezostigma propinqua (Lieftinck, 1942)